# Bendegúz Bolla
Bendegúz Bence Bolla (Székesfehérvár, 22 novembre 1999) è un calciatore ungherese, difensore del Rapid Vienna e della nazionale ungherese.

## Caratteristiche tecniche
È un terzino destro.

## Carriera

### Club
Cresciuto nel settore giovanile dell'MTK Budapest, l'11 luglio 2017 è stato acquistato dal Videoton. Ha debuttato fra i professionisti il 2 giugno dell'anno seguente giocando l'incontro vinto 2-1 contro il Diósgyőr.
Il 24 luglio 2018 viene ceduto in prestito al Siófok. Il 22 gennaio 2019 viene ceduto nuovamente a titolo temporaneo, questa volta al Zalaegerszeg.
Dopo un anno e mezzo in prestito ai biancoblù fa ritorno al Videoton (diventato MOL Fehérvár nel frattempo).
Il 17 luglio 2021 viene acquistato dal Wolverhampton, che contestualmente lo gira in prestito al Grasshoppers.
Il 27 giugno 2022 il prestito viene rinnovato per un'altra stagione.
Non riscattato dalle cavallette, il 29 agosto 2023 viene ceduto nuovamente a titolo temporaneo in Svizzera, questa volta al Servette.
Il 7 agosto 2024 viene ceduto a titolo definitivo al Rapid Vienna.

### Nazionale
Ha giocato nella nazionale ungherese Under-19.
Il 6 maggio 2021 viene chiamato per la prima volta in nazionale maggiore figurando nella lista pre-convocati per gli europei; confermato nella lista dei 26 finali il 1º giugno seguente, debutta con la selezione magiara 3 giorni dopo nell'amichevole vinta 1-0 contro Cipro.

## Statistiche

### Presenze e reti nei club
Statistiche aggiornate al 27 maggio 2023.
| Stagione            | Squadra             | Campionato          | Campionato | Campionato | Coppe nazionali | Coppe nazionali | Coppe nazionali | Coppe continentali | Coppe continentali | Coppe continentali | Altre coppe | Altre coppe | Altre coppe | Totale | Totale | Totale |
| Stagione            | Squadra             | Comp                | Pres       | Reti       | Comp            | Pres            | Reti            | Comp               | Pres               | Reti               | Comp        | Pres        | Reti        | Pres   | Reti   |        |
| ------------------- | ------------------- | ------------------- | ---------- | ---------- | --------------- | --------------- | --------------- | ------------------ | ------------------ | ------------------ | ----------- | ----------- | ----------- | ------ | ------ | ------ |
| 2017-2018           | Fehérvár            | NB1                 | 1          | 0          | CU              | 1               | 0               |                    | -                  | -                  |             | -           | -           | 1      | 0      |        |
| 2018-gen. 2019      | Siófok              | NB2                 | 18         | 3          | CU              | 1               | 0               |                    | -                  | -                  |             | -           | -           | 19     | 3      |        |
| gen.-giu. 2019      | Zalaegerszeg        | NB2                 | 16         | 0          | CU              | 0               | 0               |                    | -                  | -                  |             | -           | -           | 16     | 0      |        |
| 2019-2020           | Zalaegerszeg        | NB1                 | 27         | 1          | CU              | 2               | 0               |                    | -                  | -                  |             | -           | -           | 29     | 1      |        |
| Totale Zalaegerszeg | Totale Zalaegerszeg | Totale Zalaegerszeg | 43         | 1          |                 | 2               | 0               |                    | -                  | -                  |             | -           | -           | 45     | 1      |        |
| 2020-2021           | Fehérvár            | NB1                 | 27         | 0          | CU              | 7               | 1               | UEL                | 3                  | 0                  |             | -           | -           | 37     | 1      |        |
| lugl. 2021          | Fehérvár            | NB1                 | 0          | 0          | CU              | 0               | 0               | UECL               | 1                  | 0                  |             | -           | -           | 1      | 0      |        |
| Totale MOL Fehérvár | Totale MOL Fehérvár | Totale MOL Fehérvár | 28         | 0          |                 | 8               | 1               |                    | 4                  | 0                  |             | -           | -           | 40     | 1      |        |
| ago. 2021-2022      | Grasshoppers        | SL                  | 30         | 4          | CS              | 1               | 0               |                    | -                  | -                  |             | -           | -           | 31     | 4      |        |
| 2022-2023           | Grasshoppers        | SL                  | 33         | 2          | CS              | 2               | 0               |                    | -                  | -                  |             | -           | -           | 35     | 2      |        |
| Totale Grasshoppers | Totale Grasshoppers | Totale Grasshoppers | 63         | 6          |                 | 3               | 0               |                    | -                  | -                  |             | -           | -           | 66     | 6      |        |
| Totale carriera     | Totale carriera     | Totale carriera     | 152        | 10         |                 | 14              | 1               |                    | 4                  | 0                  |             | -           | -           | 170    | 11     |        |

### Cronologia presenze e reti in nazionale
| Cronologia completa delle presenze e delle reti in nazionale ― Ungheria | Cronologia completa delle presenze e delle reti in nazionale ― Ungheria | Cronologia completa delle presenze e delle reti in nazionale ― Ungheria | Cronologia completa delle presenze e delle reti in nazionale ― Ungheria | Cronologia completa delle presenze e delle reti in nazionale ― Ungheria | Cronologia completa delle presenze e delle reti in nazionale ― Ungheria | Cronologia completa delle presenze e delle reti in nazionale ― Ungheria | Cronologia completa delle presenze e delle reti in nazionale ― Ungheria |
| Data                                                                    | Città                                                                   | In casa                                                                 | Risultato                                                               | Ospiti                                                                  | Competizione                                                            | Reti                                                                    | Note                                                                    |
| ----------------------------------------------------------------------- | ----------------------------------------------------------------------- | ----------------------------------------------------------------------- | ----------------------------------------------------------------------- | ----------------------------------------------------------------------- | ----------------------------------------------------------------------- | ----------------------------------------------------------------------- | ----------------------------------------------------------------------- |
| 4-6-2021                                                                | Budapest                                                                | Ungheria                                                                | 1 – 0                                                                   | Cipro                                                                   | Amichevole                                                              | -                                                                       | 60’                                                                     |
| 8-6-2021                                                                | Budapest                                                                | Ungheria                                                                | 0 – 0                                                                   | Irlanda                                                                 | Amichevole                                                              | -                                                                       | 45’                                                                     |
| 2-9-2021                                                                | Budapest                                                                | Ungheria                                                                | 0 – 4                                                                   | Inghilterra                                                             | Qual. Mondiali 2022                                                     | -                                                                       | 35’ 70’                                                                 |
| 12-10-2021                                                              | Londra                                                                  | Inghilterra                                                             | 1 – 1                                                                   | Ungheria                                                                | Qual. Mondiali 2022                                                     | -                                                                       | 90’                                                                     |
| 24-3-2022                                                               | Budapest                                                                | Ungheria                                                                | 0 – 1                                                                   | Serbia                                                                  | Amichevole                                                              | -                                                                       | 59’                                                                     |
| 29-3-2022                                                               | Belfast                                                                 | Irlanda del Nord                                                        | 0 – 1                                                                   | Ungheria                                                                | Amichevole                                                              | -                                                                       | 82’                                                                     |
| 7-6-2022                                                                | Cesena                                                                  | Italia                                                                  | 2 – 1                                                                   | Ungheria                                                                | UEFA Nations League 2022-2023 - 1º turno                                | -                                                                       | 81’                                                                     |
| 26-9-2022                                                               | Budapest                                                                | Ungheria                                                                | 0 – 2                                                                   | Italia                                                                  | UEFA Nations League 2022-2023 - 1º turno                                | -                                                                       | 75’                                                                     |
| 23-3-2023                                                               | Budapest                                                                | Ungheria                                                                | 1 – 0                                                                   | Estonia                                                                 | Amichevole                                                              | -                                                                       | 84’                                                                     |
| 27-3-2023                                                               | Budapest                                                                | Ungheria                                                                | 3 – 0                                                                   | Bulgaria                                                                | Qual. Euro 2024                                                         | -                                                                       | 86’                                                                     |
| 17-6-2023                                                               | Podgorica                                                               | Montenegro                                                              | 0 – 0                                                                   | Ungheria                                                                | Qual. Euro 2024                                                         | -                                                                       | 88’                                                                     |
| 14-10-2023                                                              | Budapest                                                                | Ungheria                                                                | 2 – 1                                                                   | Serbia                                                                  | Qual. Euro 2024                                                         | -                                                                       | 62’                                                                     |
| 17-10-2023                                                              | Kaunas                                                                  | Lituania                                                                | 2 – 2                                                                   | Ungheria                                                                | Qual. Euro 2024                                                         | -                                                                       | 90+2’                                                                   |
| 19-11-2023                                                              | Budapest                                                                | Ungheria                                                                | 3 – 1                                                                   | Montenegro                                                              | Qual. Euro 2024                                                         | -                                                                       | 46’                                                                     |
| 22-3-2024                                                               | Budapest                                                                | Ungheria                                                                | 1 – 0                                                                   | Turchia                                                                 | Amichevole                                                              | -                                                                       | 46’                                                                     |
| 26-3-2024                                                               | Budapest                                                                | Ungheria                                                                | 2 – 0                                                                   | Kosovo                                                                  | Amichevole                                                              | -                                                                       | 68’                                                                     |
| 8-6-2024                                                                | Debrecen                                                                | Ungheria                                                                | 3 – 0                                                                   | Israele                                                                 | Amichevole                                                              | -                                                                       |                                                                         |
| 15-6-2024                                                               | Colonia                                                                 | Ungheria                                                                | 1 – 3                                                                   | Svizzera                                                                | Euro 2024 - 1º turno                                                    | -                                                                       | 46’ 87’                                                                 |
| 19-6-2024                                                               | Stoccarda                                                               | Germania                                                                | 2 – 0                                                                   | Ungheria                                                                | Euro 2024 - 1º turno                                                    | -                                                                       | 75’                                                                     |
| 23-6-2024                                                               | Stoccarda                                                               | Scozia                                                                  | 0 – 1                                                                   | Ungheria                                                                | Euro 2024 - 1º turno                                                    | -                                                                       | 86’                                                                     |
| 7-9-2024                                                                | Düsseldorf                                                              | Germania                                                                | 5 – 0                                                                   | Ungheria                                                                | UEFA Nations League 2024-2025 - 1º turno                                | -                                                                       | 46’                                                                     |
| 10-9-2024                                                               | Budapest                                                                | Ungheria                                                                | 0 – 0                                                                   | Bosnia ed Erzegovina                                                    | UEFA Nations League 2024-2025 - 1º turno                                | -                                                                       | 75’                                                                     |
| 11-10-2024                                                              | Budapest                                                                | Ungheria                                                                | 1 – 1                                                                   | Paesi Bassi                                                             | UEFA Nations League 2024-2025 - 1º turno                                | -                                                                       | 89’                                                                     |
| 14-10-2024                                                              | Zenica                                                                  | Bosnia ed Erzegovina                                                    | 0 – 2                                                                   | Ungheria                                                                | UEFA Nations League 2024-2025 - 1º turno                                | -                                                                       | 68’                                                                     |
| 20-3-2025                                                               | Istanbul                                                                | Turchia                                                                 | 3 – 1                                                                   | Ungheria                                                                | UEFA Nations League 2024-2025 - Play-off                                | -                                                                       | 90+2’                                                                   |
| 23-3-2025                                                               | Budapest                                                                | Ungheria                                                                | 0 – 3                                                                   | Turchia                                                                 | UEFA Nations League 2024-2025 - Play-off                                | -                                                                       |                                                                         |
| 6-6-2025                                                                | Budapest                                                                | Ungheria                                                                | 0 – 2                                                                   | Svezia                                                                  | Amichevole                                                              | -                                                                       | 71’                                                                     |
| 10-6-2025                                                               | Baku                                                                    | Azerbaigian                                                             | 1 – 2                                                                   | Ungheria                                                                | Amichevole                                                              | -                                                                       | 58’                                                                     |
| Totale                                                                  |                                                                         | Presenze                                                                | 28                                                                      |                                                                         | Reti                                                                    | 0                                                                       |                                                                         |

## Palmarès

### Club

#### Competizioni nazionali
- Campionato ungherese: 1

Videoton: 2017-2018
- Campionato ungherese di seconda divisione: 1

Zalaegerszeg: 2018-2019
- Coppa Svizzera: 1

Servette: 2023-2024